# سیات ۸۵۰
سیات ۸۵۰ (SEAT 850) خودرویی است که در سال‌های ۱۹۶۵ تا ۱۹۷۴ در بارسلون و اسپانیا تولید شده‌است.
این خودرو در کلاس سوپرمینی قرار گرفته، طراحی آن RR بوده است.